# Śmigły Wilno (wioślarstwo)

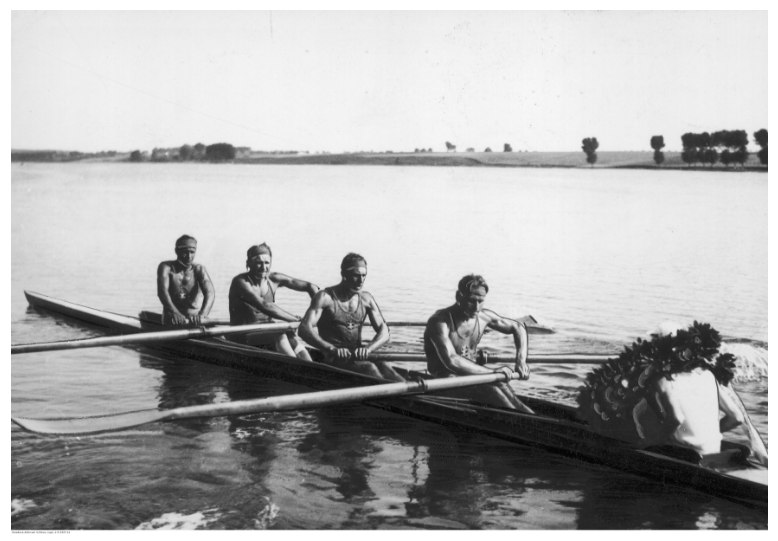
Czwórka Śmigłego - Mistrzowie Polski 1939

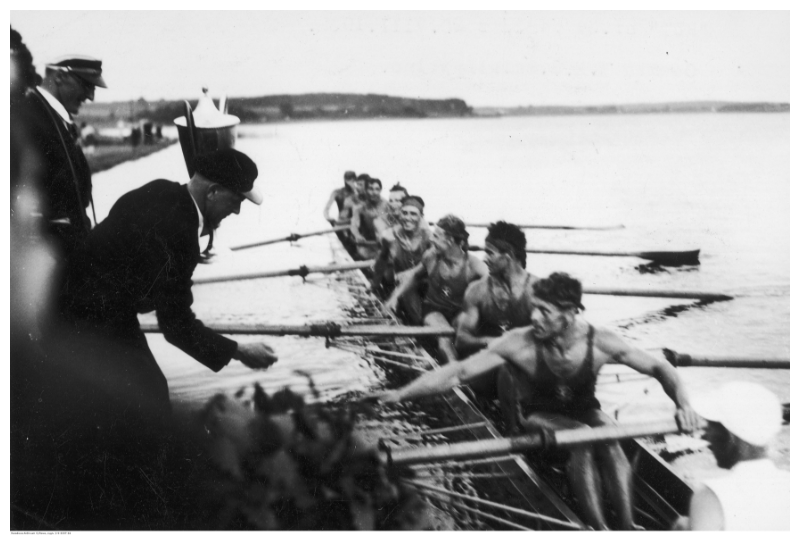
Klubowa ósemka - Mistrzowie Polski 1939

Sekcja Sportów Wodnych Wojskowego Klubu Sportowego “Śmigły” Wilno – sekcja wioślarska polskiego klubu sportowego, założona w Wilnie w roku 1933.

## Historia
W czerwcu 1933 roku lokalne władze wojskowe postanowiły połączyć wszystkie kluby wojskowe Wilna i stworzyć w ich miejsce silny klub, który nazwano WKS „Śmigły” Wilno. Sekcja wioślarska Śmigłego powstała w wyniku połączenia sekcji wioślarskich: KS  3 Batalionu Saperów Wileńskich, Pogoni Wilno oraz KS 3 Pułku Artylerii Ciężkiej w Wilnie. W efekcie takiej fuzji, wyniki wojskowych wioślarzy wileńskich uległy znacznemu polepszeniu. Do Polskiego Związku Towarzystw Wioślarskich Śmigły został przyjęty w roku 1933. Członkami klubu byli głównie oficerowie i podoficerowie wojska oraz ich rodziny. Finansowanie pochodziło z resortu wojskowego.
Kres działalności klubu położyła II wojna światowa.  

## Wyniki sportowe
WKS Śmigły Wilno mimo istnienia przez zaledwie sześć lat, był utytułowanym klubem wioślarskim. Jego osady zdołały zdobyć aż siedem tytułów Mistrzów Polski: cztery w rywalizacji mężczyzn i trzy w konkurencji kobiet. Było to znaczącym osiągnięciem. Przed wojną, pod względem ilości tych tytułów, Śmigły Wilno był wśród mężczyzn ósmym klubem wioślarskim w Polsce, a wśród kobiet – trzecim (w dwudziestoleciu międzywojennym w czasie mistrzostw PZTW tylko w niektórych rozgrywanych konkurencjach przyznawano tytuły Mistrzów Polski, a konkurencji było dużo mniej niż obecnie). Mistrzostwo Polski dla Śmigłego zdobyli:
- jedynka kobiet, Kamilla Plewako w latach 1933, 1934 i 1935[2],
- czwórka ze sternikiem mężczyzn w 1936 r. w składzie: Władysław Zawadzki, Bronisław Karwecki, sternik Zygmunt Wierszyłło (pozostałych dwóch wioślarzy było zawodnikami KW 04 Poznań)[3],
- czwórka ze sternikiem mężczyzn w 1937 r. w składzie: Zawadzki Wł., Karwecki B., Kiedel M., Jurowski W., ster. Wirszyłło Z.[4],
- czwórka ze sternikiem mężczyzn w 1939 r. w składzie: Zawadzki Wł., Karwecki B., Kiedel M., Zajączkowski J, ster. Wirszyłło[5],
- ósemka mężczyzn w 1939 r. w składzie: Zawadzki Wł., Karwecki B., Kiedel M., Zajączkowski J., Trojanowski E., Juszczyński M., Falkowski J., Kieliszczyk W., ster. Wirszyłło[5].

W przedwojennej rywalizacji międzynarodowej zawodnicy WKS Śmigły, reprezentując Polskę, startowali w Igrzyskach Olimpijskich w Berlinie w 1936 roku. Władysław Zawadzki i Bronisław Karwecki wystąpili na czwórce ze sternikiem – wraz z wioślarzami KW 04 Poznań Stanisławem Kuryłłowiczem i Witalisem Leporowskim, a także sternikiem J. Skolimowskim. Swój start zakończyli na repasażu.  
WKS Śmigły Wilno, odnotowywał następujące wyniki w rywalizacji sportowej Polskiego Związku Towarzystw Wioślarskich (miejsca w klasyfikacji klubowej, według tabel punktacyjnych PZTW za poszczególne lata):
- w 1933 – 12 miejsce  na 42 kluby[6],
- w 1934 – 7 miejsce  na 41 klubów[7],
- w 1935 – 7 miejsce  na 46 klubów[8],
- w 1936 – 18 miejsce  na 42 kluby[9],
- w 1937 – 14 miejsce na 41 klubów[10],
- w 1938 - 17 miejsce  na 44 kluby[11],
- w 1939 – 4 miejsce  na 36 klubów[12].

Warto przy tym zauważyć, iż wiele klubów w rywalizacji PZTW nie uczestniczyło lub nie zdołało w danym roku zdobyć punktów. Spore wahania wyników klubów wojskowych w tamtym okresie wynikały głównie z faktu, iż zawodnikami byli żołnierze, których często przenoszono z garnizonu do garnizonu. 

## Najwybitniejsi zawodnicy

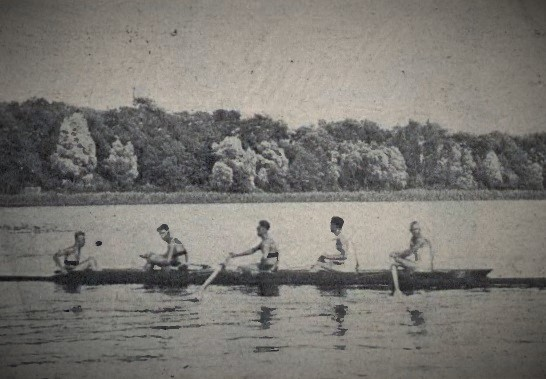
Polska czwórka reprezentacyjna podczas przygotowań do igrzysk w 1936 (Karwecki i Zawadzki drugi i trzeci z lewej)

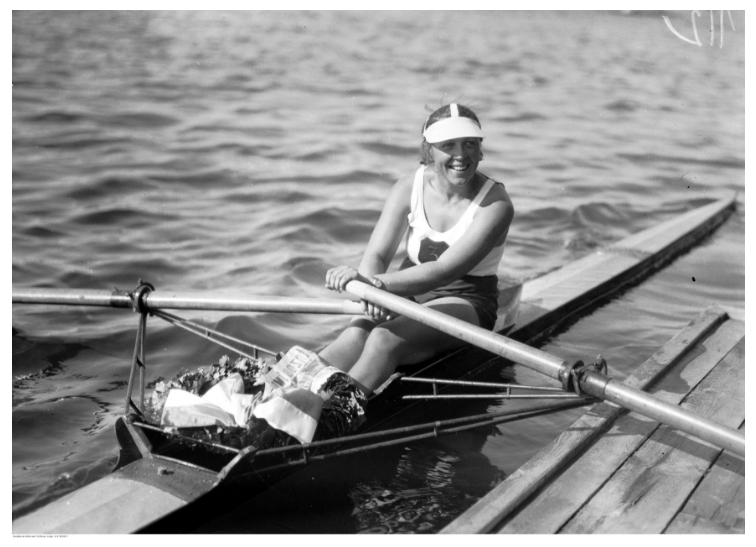
Kamilla Plewako po zdobyciu Mistrzostwa Polski w 1933

W historii sekcji wioślarskiej Śmigłego Wilno, najwybitniejszymi zawodnikami byli:
- Bronisław Karwecki – czterokrotny mistrz Polski oraz uczestnik Igrzysk Olimpijskich w Berlinie w 1936 roku – czwórka ze sternikiem – odpadł w repasażach.[13]
- Władysław Zawadzki – czterokrotny mistrz Polski oraz uczestnik Igrzysk Olimpijskich w Berlinie w 1936 roku – czwórka ze sternikiem – odpadł w repasażach.[14]:
- Kamilla Plewako – wychowanka sekcji wioślarskiej klubu 3 Batalionu Saperów Wileńskich, w barwach Śmigłego trzykrotna Mistrzyni Polski w jedynkach. W roku 1935 zdobyła nagrodę im. płk. Z.Z. Wendy dla najlepszego sportowca Wilna[2].